# RN4 (Benin)
De RN4 of Route nationale 4 is een nationale weg in het zuiden van het Afrikaanse land Benin. De weg loopt van Masse naar Akpro-Misserete. In Masse sluit de weg aan op de RNIE4 naar Bohicon en Ketou en in Akpro-Misserete op de RNIE1 naar Porto-Novo en Lagos.
De RN4 is ongeveer 100 kilometer lang en loopt door de departementen Plateau, Zou en Ouémé. 